# Bucco macrodactylus
Bucco macrodactylus là một loài chim trong họ Bucconidae.